# Хитрово, Николай Захарович
Николай Захарович Хитрово́ (1779, с. Ильино, Калужская губерния — 27 января 1827, Москва) — генерал-майор, историк из рода Хитрово. Почётный член Московского университета, член-корреспондент Библейского общества, благотворитель. Владелец усадьбы Истомино на берегу реки Тарусы.

## Биография
Родился в семье действительного статского советника Захара Алексеевича Хитрово (1746 — 30.11.1798) и Александры Николаевны (28.03.1754 — 05.01.1829), дочери сенатора Н. И. Маслова. Младший брат государственного контролёра Алексея Хитрово, племянник заговорщика Ф. А. Хитрово, внучатый племянник фельдмаршала П. И. Шувалова. Сестра Наталья вышла замуж за вице-канцлера С. А. Колычёва.
- 1786 — Записан сержантом в лейб-гвардии Измайловский полк.
- 1 января 1796 — Поступил на действительную службу корнетом в лейб-гвардии Конный полк
- 2 января 1801 — Пожалован императором Павлом во флигель-адъютанты.
- 17 августа 1803 года лишён звания флигель-адъютанта и переведён в Псковский драгунский полк.
- 9 февраля 1804 — Полковник, командир Псковского драгунского полка.
- Участник русско-австро-французской войны 1805 г. и русско-прусско-французской войны 1806—1807 гг.
- 22 января 1807 — Отличился в авангардном бою при местечке Прошино (командуя авангардом, разбил три кавалерийских полка неприятеля, занявших местечко).
- 4 февраля 1807 — Участвовал в сражении при Остроленке.
- 4 мая 1807 — Участвовал в сражении при Пултуске.
- 16—17 мая 1807 — Овладел мостом на р. Нарев против Остроленки и сжёг его.
- 30 мая 1807 — Участвовал в атаке неприятельского лагеря у деревни Горки.
- Дежурный полковник при Главном корпусе Молдавской армии.
- Январь 1809 — Старший пристав при турецких послах, приехавших из Ясс.
- Февраль 1809 — Доставляя в Константинополь депешу генерал-фельдмаршала Прозоровского с изложением ультиматума Александра I Порте, сломал руку при опрокидывании экипажа, отказался от дальнейшего следования и вернулся в полк[3].
- 2 июля 1809 — Шеф Серпуховского драгунского полка.
- 8 апреля — 7 мая 1809 — Участвовал в осаде Браилова. Во время неудачного штурма крепости 20 апреля командовал второй колонной, получил тяжёлое ранение. Вышел в отставку в чине генерал-майора.
- 1812 — В Калуге занимался формированием калужского ополчения.
- 1812 — Обвинён по делу М. М. Сперанского, сослан в Вятку, а затем в своё имение Истомино под Тарусой[4] под надзор полиции.
- 1813 — Прощён в честь заслуг тестя, уехал в Москву, где занялся историческими изысканиями.
- 1815 — возобновил приходскую жизнь Успенской церкви села Истомино, изменил внутреннее убранство храма, перестроил колокольный фасад. «Колокольня после реконструкции сделала весь ансамбль ещё более высоким и стройным, заметным издалека»[5]
- 1817 — Избран предводителем дворянства Тарусского уезда.

Как сообщает историк А. Богоявленский в своей «Тарусской летописи», избранный уездным предводителем дворянства Николай Захарович Хитрово в 1818 году организует сбор пожертвований для учреждения в Тарусе народного уездного училища, открытого 6 августа 1819 года. Но Николай Захарович осуществляет ещё одну неслыханную акцию: собирает средства в пользу училища, обеспечивает для бедных бесплатное обучение и сдаёт в Приказ общественного призрения средства, обеспечивающие работу училища на целых десять лет!
Многое он сделал для улучшения быта своих крестьян в селе Григоровском, благоустроил село Ильино под Лихвином и Лютиков Троицкий монастырь под Перемышлем, у стен которого лежали его предки. Его стараниями при Лютиковом Троицком монастыре открылась церковно-приходская школа для обучения сельских детей и ремесленная мастерская. Вкладывает свои средства Н. З. Хитрово и в реставрацию иконостаса, устроенного для монастыря его славным предком Богданом Матвеевичем в XVII веке. <…> 
За свою просветительскую деятельность Николай Захарович Хитрово избирается почетным членом Московский университета. Но мало кто знает, что он был одним из первых исследователей истории нашего края. Его перу принадлежит труд «Описание Лютикова Троицкого монастыря» (1826 года). 

Умер Николай Захарович в расцвете сил в возрасте 48 лет, оставив большой след в истории и культуре нашего края. Этот след всплывал ещё и в первой четверти XX века, когда в селе Григоровском нашли семейные портреты рода Хитрово и комнатный синодик Хитрово в селе Ильино Лихвинского уезда, где жил последние годы Николай Захарович. Вполне возможно, что именно он, почти 10 лет (с 1812 по 1822 годы) живший возле монастыря, бывавший и похороненный в нём, приказал приписать изображение Богдана Матвеевича как строителя и ктитора монастыря на старинной иконе. А изображение копировалось с какого-либо родового портрета Богдана Матвеевича, хранившегося у наследников его богатых имений.
Похоронен в Лютиковском монастыре, Перемышльский уезд Калужской губернии.

## Семья

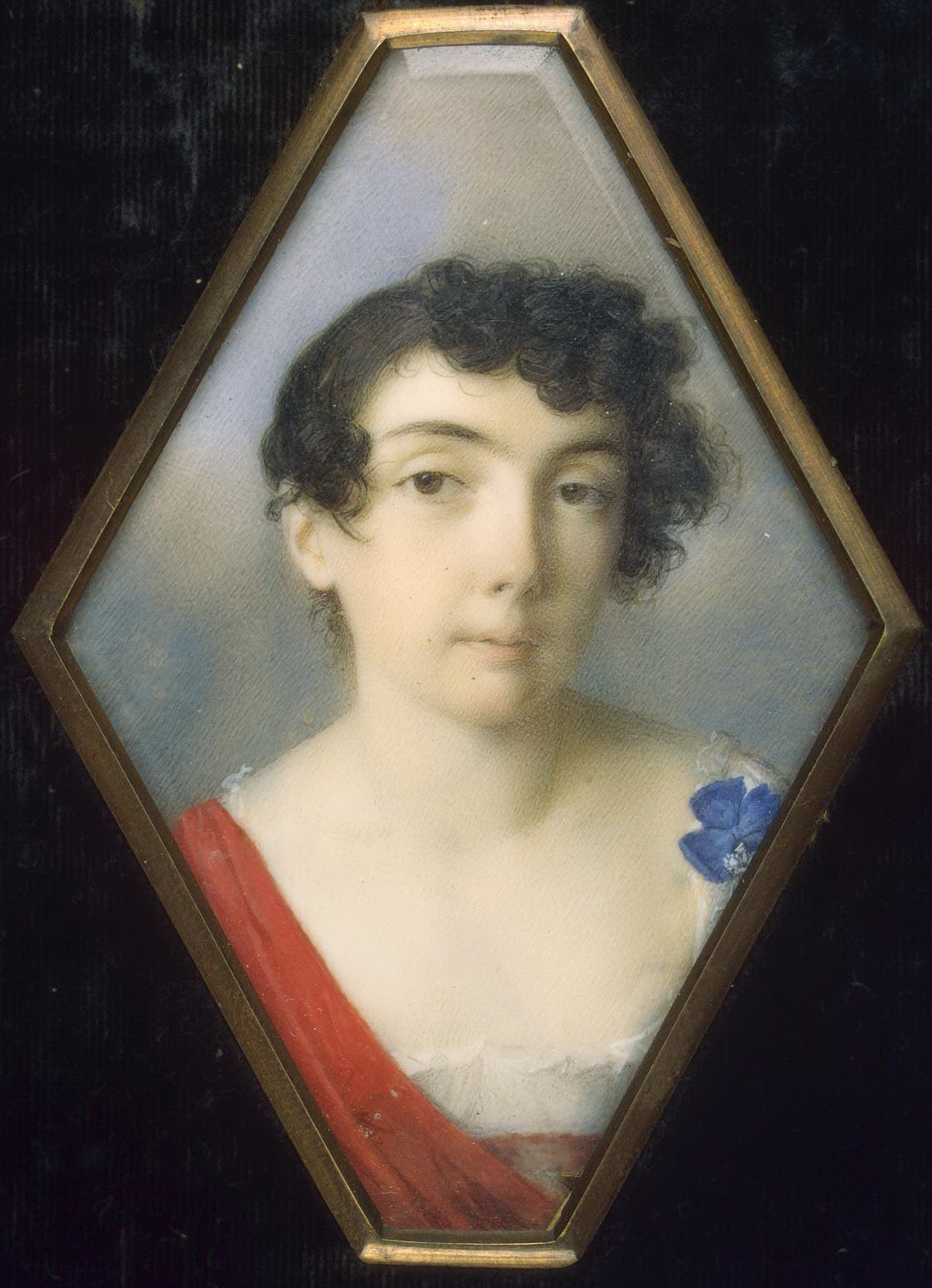
Анна Михайловна Хитрово

Жена (с 1802 года) — Анна Михайловна Голенищева-Кутузова (1782—05.02.1848 или 1846), фрейлина двора (1798), вторая дочь Михаила Илларионовича Кутузова. Её сестра Елизавета вышла замуж за Н. Ф. Хитрово. Мадам «Нина Хитрово» была женщина светская и её петербургский дом имел блестящую обстановку. Будучи крайне легкомысленной особой, она любила сообщать и разносить последние светские новости, за что получила прозвание «несносной вестовщицы». После смерти мужа оказалась в крайне затруднительном положении. Она совершенно расстроила свои дела и жила у родственников. Несмотря на то, что Хитрово получала «кутузовский пенсион» в 17 тыс. руб, она занималась «попрошайничеством» и позволяла себе обращаться за материальной помощью к иностранным послам, чем навлекла на себя гнев императора и её перестали принимать в приличных домах. Похоронена в Сергиевской пустыни близ Петербурга.
Дети:
- Михаил (1803—после 1852), статский советник, вице-директор департамента. Женат дважды.
  - Владимир Михайлович (1861—?) — русский военный деятель, генерал-майор (1908). Герой Первой мировой войны.
- Александр (1805—1865), смоленский вице-губернатор.
- Фёдор (1806—1873), штабс-капитан, надворный советник, предводитель дворянства Карачаевского уезда (1863), Воронежский губернии почтмейстер (1866). Женат трижды: Первая жена: Раевская Анна Михайловна; вторая жена: Тухачевская Надежда Александровна[7]; третья жена: Анастасия Петровна (ум. 13.04.1897), вдова статского советника.
- Алексей (ум. 1837)
- дочь (позднее 1806 — ранее 1827)

## Хитровка

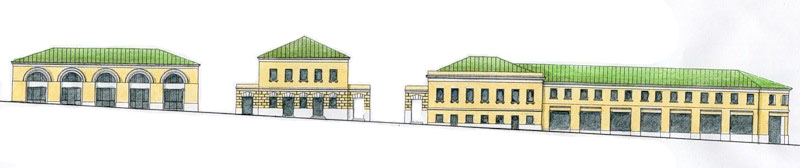
Торговые ряды с жилыми подворьями, построенные Н. З. Хитрово на площади в Москве до 1827 года. В состав построек вошли два здания XVII века Певческого подворья Крутицкого митрополита.

В 1822 году генерал-майор Николай Захарович Хитрово приобрёл и перестроил в Москве особняк княгини Н. С. Щербатовой (ныне — Подколокольный переулок., дом 16а.), сохранившийся во дворе нынешнего «сталинского» дома архитектора И. А. Голосова на углу Яузского бульвара и Подколокольного переулка. Дом Хитрово — ценный объект культурного наследия федерального значения.
Неподалёку тогда находились два владения, выгоревшие в Московский пожар 1812 года. Усадьбы почти десятилетие не восстанавливались, а их хозяева не в состоянии были платить налоги. В 1824 году Н. З. Хитрово выкупил владения погорельцев с аукционного торга, обустроил на их месте новую площадь и подарил её городу. Работы по созданию новой площади проводились на средства Н. З. Хитрово военно-рабочими с дозволения тогдашнего Московского генерал-губернатора Д. В. Голицына. На территории своего владения, простиравшегося от Яузского бульвара до Петропавловского переулка, он построил торговые ряды с подворьем для торговцев мясного и зеленного рынка. Детали этого дела подтверждаются сохранившейся перепиской Н. З. Хитрово и Д. В. Голицына.
После смерти Н. З. Хитрово в 1827 году торговые ряды перешли к другим владельцам и в перестроенном виде сохранились до нашего времени. Но дело Хитрово было продолжено и вместо «полисадов», посаженных им вокруг незастроенных трёх сторон «для благовидимости», построены торговые ряды. Перед крупными церковными праздниками и в воскресные дни торговали и на самой площади с переносных лотков.
По имени Николая Захаровича Хитрово площадь стала называться «Хитровской», а место вокруг неё — «Хитровкой».

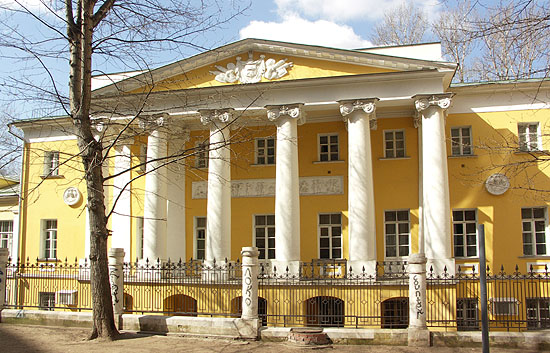
Дом Николая Захаровича Хитрово. 1823 (перестроенный дом княгини Н.С. Щербатовой, 1759) Москва, Подколокольный переулок, д.16a Объект культурного наследия № 7710605000№ 7710605000
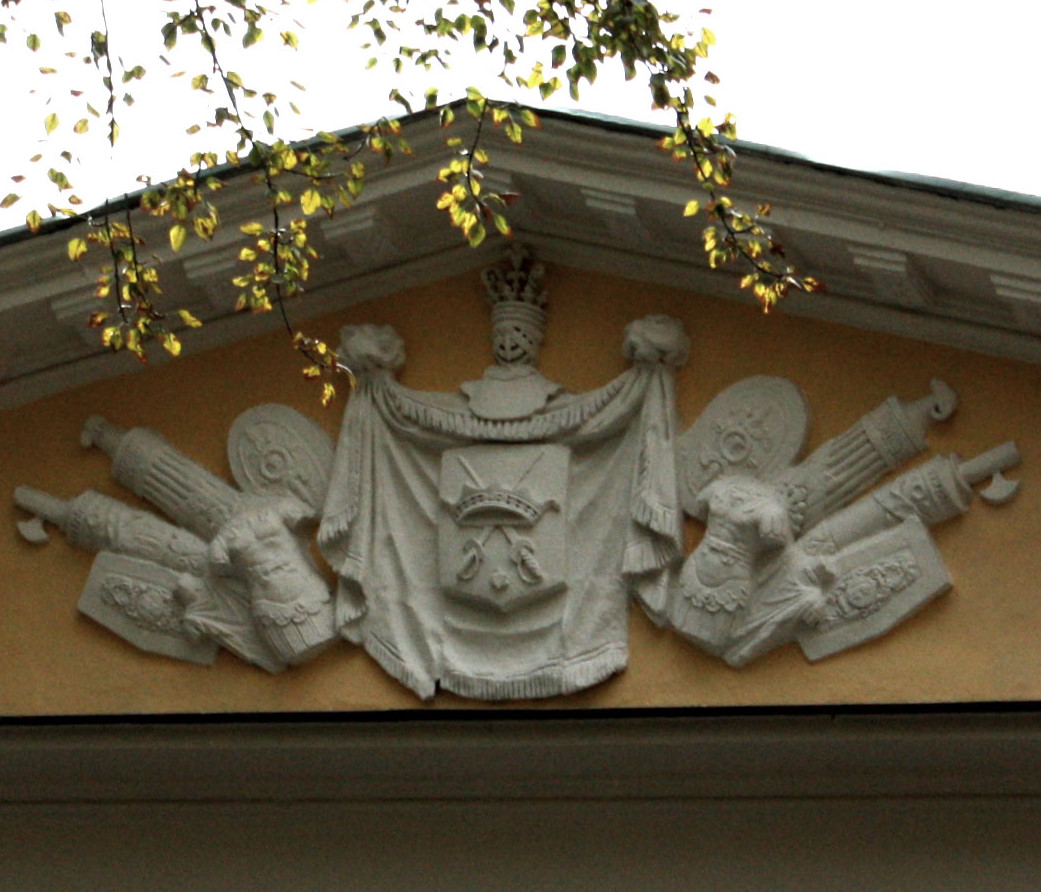
Герб Хитрово на доме можно рассмотреть поближе.
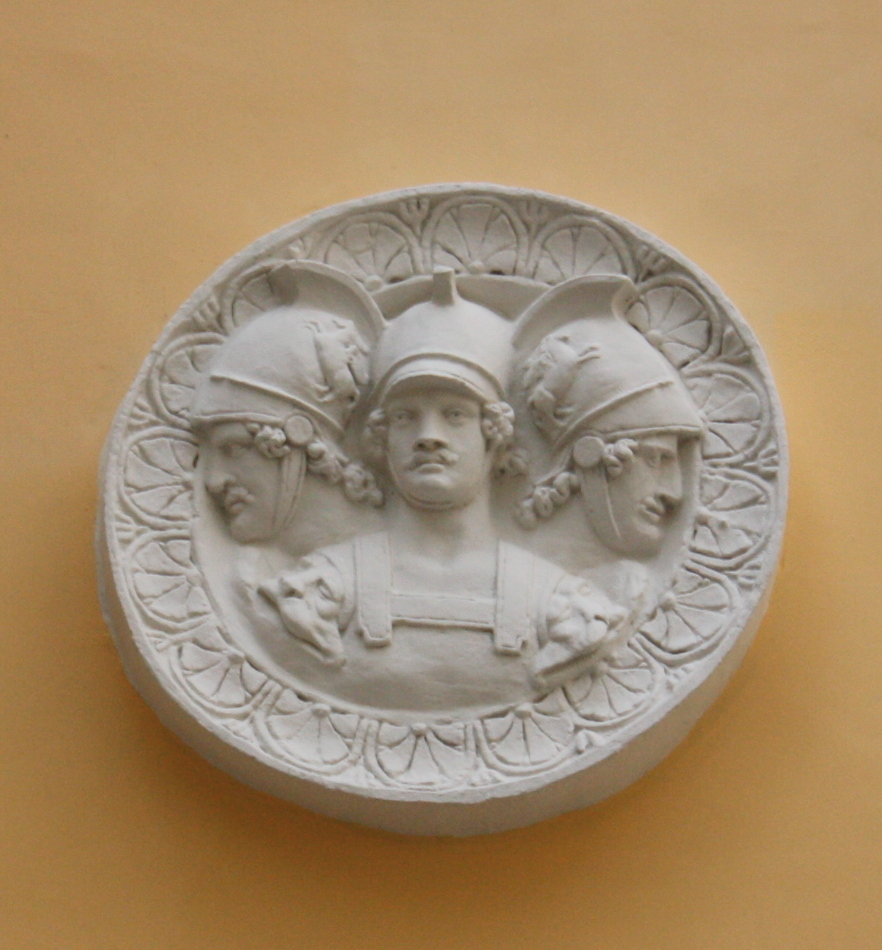
В оформлении дома использованы гипсовые медальоны. В центре предположительный скульптурный портрет Н.З. Хитрово, изображённого в античных латах.1823.
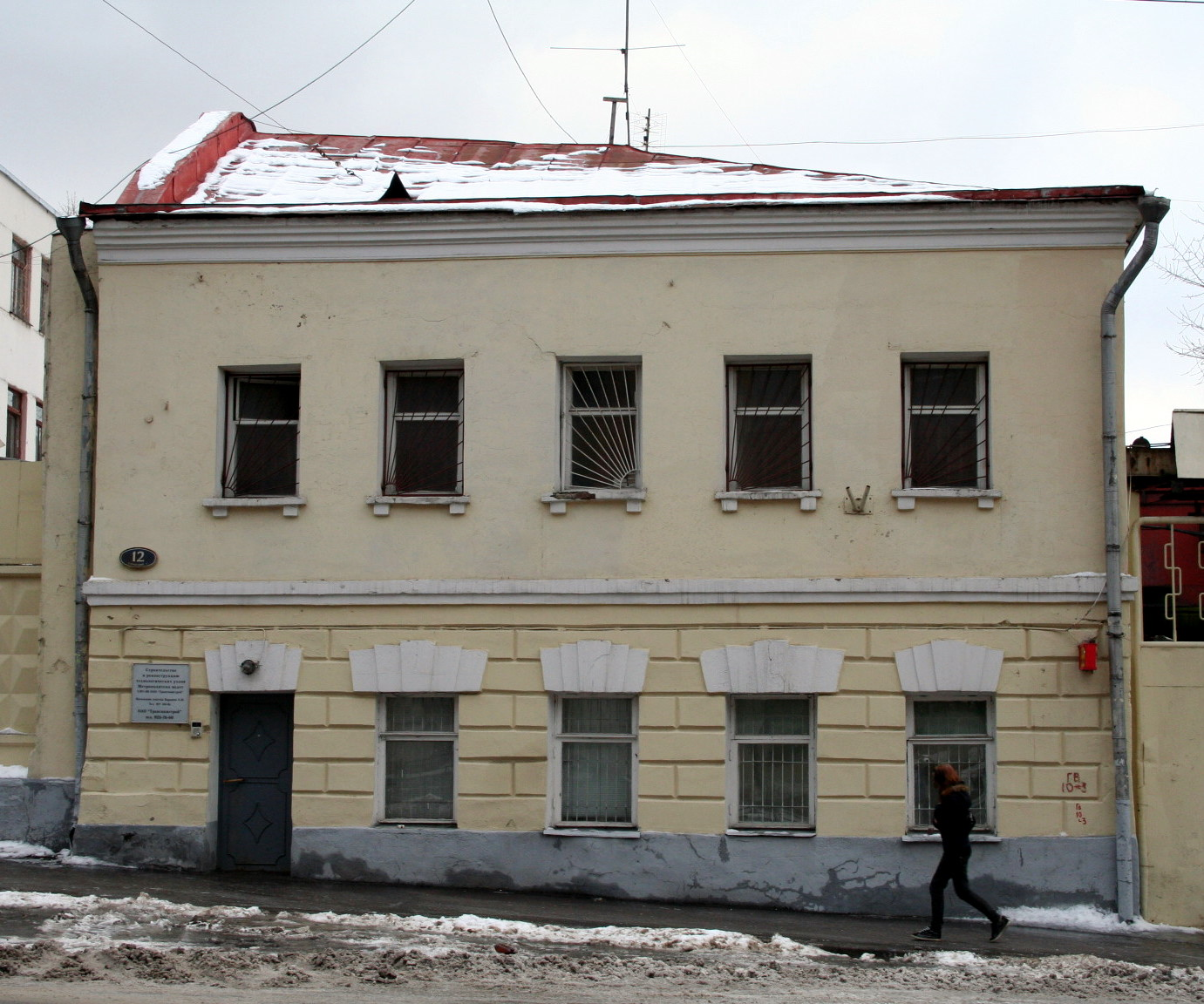
Сохранившийся дом жилого подворья с лавками, построенный генерал-майором Н. З. Хитрово на площади. В основании — остатки стен XVII века Певческих палат подворья Крутицкого митрополита.
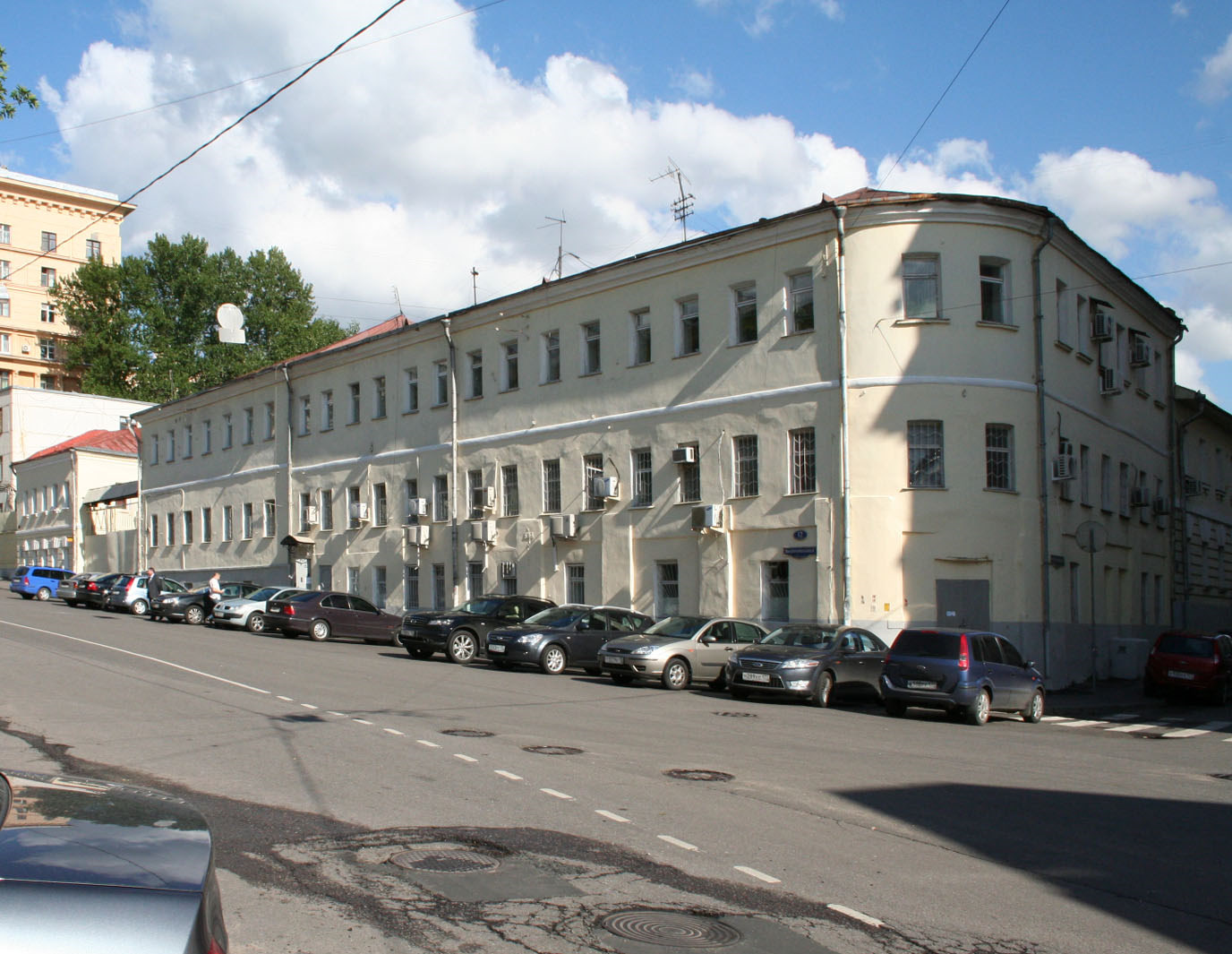
Торговые ряды, построенные Н. З. Хитрово до 1827 года. Позднее здания были надстроены третьим этажом, а торговые проёмы заложены.

## Награды
- Орден Святого Владимира IV степени с бантом
- Орден Святого Иоанна Иерусалимского
- Орден «Pour le Mérite» (Пруссия)

## Труды
- «Описание Лютикова Троицкого монастыря» (1826 г.)
- «Наставление, в какие дни читать святое Евангелие».
- «Отрывок из моего журнала, писанного в Вятке 1811 года» // Записки и труды Общества истории и древностей российских, 1826. — Кн. 1. — Ч. 3. — С. 264—273.